# ნ
Nar (ნარ), este cea de-a treisprezecea literă a alfabetului georgian.

## Transliterație
| Literă | Nume | Național | ISO 9984 | Laz | IPA |
| ------ | ---- | -------- | -------- | --- | --- |
| ნ      | nar  | N n      | N n      | N n | /n/ |

## Forme
| asomtavruli | nuskhuri | mkhedruli |
| ----------- | -------- | --------- |
|             |          |           |

## Reprezentare în Unicode
- Asomtavruli Ⴌ : U+10AC
- Mkhedruli și Nuskhuri ნ : U+10DC